# Matthew Gray
Matthew Scott Gray (conocido como Matt Gray; Yea, 24 de junio de 1973) es un deportista australiano que compitió en tiro con arco, en la modalidad de arco recurvo.
Ganó una medalla de oro en el Campeonato Mundial de Tiro con Arco en Sala de 1999, en la prueba de equipo. Participó en tres Juegos Olímpicos de Verano, entre los años 1966 y 2008, ocupando el cuarto lugar en Atlanta 1996, en la prueba de equipo.

## Palmarés internacional
| Campeonato Mundial en Sala | Campeonato Mundial en Sala | Campeonato Mundial en Sala | Campeonato Mundial en Sala |
| Año                        | Lugar                      | Medalla                    | Prueba                     |
| -------------------------- | -------------------------- | -------------------------- | -------------------------- |
| 1999                       | La Habana (Cuba)           | Medalla de oro             | Equipo                     |